# Théophile Armand Neveux
Pour les articles homonymes, voir Neveux.
Théophile Armand Neveux, né le 13 mars 1824 à Seraincourt et mort le 23 mai 1893 à Paris, est un homme politique français. Il est inhumé à Charleville.

## Biographie
Avoué de profession, et homme politique du département des Ardennes durant la IIIe République, il a occupé les fonctions de député, de sénateur, de président du Conseil général des Ardennes, et de maire de Rocroi. Il a été décoré Chevalier de la Légion d'honneur, 
Dès 1856, il est élu maire de la ville de Rocroi qu'il administre jusqu'en 1874. En 1868, il est élu membre du Conseil général, dont il devient bientôt vice-président. En 1880, il succède au général Chanzy comme président. Il est ainsi le 2e président de l'histoire du Conseil général des Ardennes. Il assure la présidence du département jusqu'à sa mort en 1893.
Le 20 février 1876, Théophile Neveux est élu député de l'arrondissement de Rocroi. Il est réélu après le 16 mai, comme faisant partie des signataires du manifeste des 363. Le même arrondissement le réélit de nouveau pour la troisième fois en 1881, et enfin il passe pour la quatrième fois au scrutin de liste en 1885.
Il siège sous l'étiquette Union républicaine, puis Radical.
Enfin en 1888, après la mort de M. Kolb Bernard, sénateur inamovible, le département des Ardennes, ayant été désigné par le sort pour recueillir sa succession, Théophile Neveux est élu sénateur des Ardennes.